# 1734년
1734년은 금요일로 시작하는 평년이다.

## 연호
- 청(淸) 옹정(雍正) 12년
- 일본(日本) 교호(享保) 19년
- 후 레 왕조(後黎朝) 롱득(龍德) 3년

## 기년
- 류큐(琉球) 쇼케이왕(尚敬王) 22년
- 청(淸) 세종 옹정제(世宗 雍正帝) 12년
- 조선(朝鮮) 영조(英祖) 10년
- 후 레 왕조(後黎朝) 순종(純宗) 3년

## 탄생
- 5월 23일 - 독일의 의사 프란츠 안톤 메스머. (~1815년)
- 11월 2일 - 미국의 탐험가 대니얼 분. (~1820년)

### 미상
- 조선의 문신 이경일. (~1820년)

## 사망
- 6월 12일 - 영국 귀족 출신의 프랑스 원수 제1대 베릭 공작 1세 제임스 피츠제임스. (1670년~)
- 6월 17일 - 프랑스의 군사, 대원수 클로드루이엑토르 드빌라르 공작. (1653년~)